# Francesca Annis
Francesca Annis (n. 14 mai 1945, Metropolitan Borough of Kensington⁠(d), Anglia, Regatul Unit) este o actriță engleză.

## Biografie
Francesca s-a născut în Kensington, Londra în 1945, tatăl englez, Lester William Anthony Annis (1914–2001) și mamă braziliană-franceză, Mariquita (Mara) Purcell (1913–2009).

## Carieră
Annis a început să joace în mod profesionist în adolescență și și-a făcut debutul în film în Banda de pisici (1959). Primul ei rol important în film a fost rolul servitoarei lui Elizabeth Taylor în Cleopatra (1963), în care a fost distribuită la vârsta de 16 ani, în timp ce studia încă baletul rusesc. Marele ei succes a fost unul dintre rolurile principale în musicalul din scena din 1965 din teatrul West End, Hotelul Florilor Pasiunii. Ea a atras atenția pentru interpretarea ei ca Lady Macbeth în versiunea de film a lui Roman Polanski Macbeth (1971), în care interpretează nud solilocviul somnambulic goală.
Criticul Kenneth Tynan a fost prezent când scena a fost filmată:
„Francesca o face foarte sportiv și fără tam-tam... deși, desigur, platoul este închis, draperiile sunt trase în jurul zonei de actorie... garderobiera se grăbește să o acopere pe Francesca cu o halat în momentul în care Roman spune: „Tăiați”.
Annis a jucat rolul „Văduvei rețelei” în filmul SF Krull din 1983 și a jucat rolul Lady Jessica în filmul SF Dune din 1984.

## Viață personală
Annis a avut o relație cu fotograful Patrick Wiseman, care a început în 1974, crescând trei copii, Charlotte, Taran și Andreas. Annis a început o relație cu Ralph Fiennes în 1995, punând capăt relației sale de 23 de ani.
Annis și Fiennes și-au anunțat despărțirea pe 7 februarie 2006, după 11 ani împreună, într-o despărțire descrisă drept „acrimonioasă”, în urma zvonurilor că ar fi avut o aventură cu cântăreața română Cornelia Crișan.

## Filmografie
- Banda de pisici (1959)
- Cleopatra (1963)
- Crimă în culise (1964)
- Macbeth (1971)
- De ce nu i-au cerut lui Evans? (1980)
- Adversarul secret (1983)
- Krull (1983)
- Dune (1984)